# ProKoRe

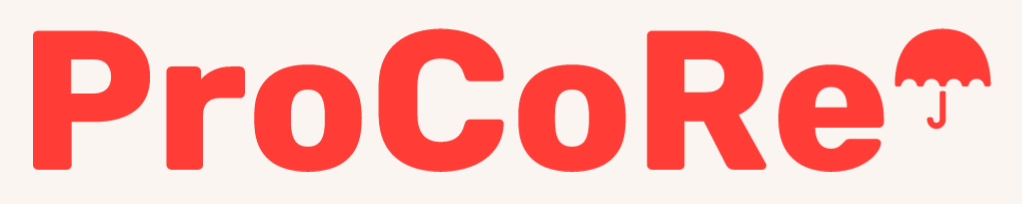
Das Logo der Organisation beinhaltet den roten Regenschirm als internationales Symbol der Hurenbewegung bzw. vom breiter gefassten Sex Workers' Rights Movement.

ProKoRe (französisch ProCoRé, italienisch und englisch ProCoRe) ist der Name einer 2000 gegründeten Schweizer Nichtregierungsorganisation, welche die Interessen und die Rechte von Prostituierten bzw. Sexarbeitenden in der Schweiz vertritt. Sie setzt sich mit liberalen feministischen Positionen und oft in Allianz mit anderen Organisationen für gute Arbeitsbedingungen in der Prostitution ein. Sie ist Ansprechpartnerin für Fragen um Prostitution u. a. für die Bundespolitik und die Bundesbehörden (Bundesamt für Gesundheit, Bundesamt für Polizei u. a.), von denen sie z. B. bei Vernehmlassungen konsultiert wurde.

## Namensgebung
Seit 2020 wird auf die Variation des Namens verzichtet, die Organisation heisst seither "ProCoRe". Worfür dieser Name steht, ist nicht belegt. Mündlichen Quellen zufolge könnte es die Abkürzung für «Prostitution, Kollektiv, Reflexion» oder «Prostitution, Koordination, Reflexion» sein.

## Struktur
ProKoRe ist ein gemeinnütziger Verein nach Schweizer Recht mit Sitz in Genf und fungiert als Dachverband von 27 spezialisierten psychosozial-gesundheitlichen Beratungsstellen für Sexarbeitende in allen Regionen der Schweiz.
Nach aussen ist ProKoRe vernetzt als Mitglied internationaler Nichtregierungsorganisationen, u. a. des weltweiten NSWP (Global Network of Sex Work Projects) und des europaweiten ICRSE (International Committee on the Rights of Sex Workers in Europe), das sich seit September 2021 ESWA (European Sex Workers Alliance) nennt.